# Utilitate
În economie, psihologie și sociologice, utilitatea este un concept care măsoară preferințele consumatorului, reprezentând „capacitatea unui bun (material, serviciu, informație) de a satisface o nevoie.” „Baza acesteia o reprezintă proprietățile, însușirile, caracteristicile pe care le posedă fiecare bun sau categorie de bunuri. Asemenea proprietăți pot fi naturale sau create de om. Cele naturale pot fi luate ca atare sau sunt adaptate de om în funcție de necesități” Conceptul are implicații în domeniul psihologiei deciziilor și al diferitelor modele academice pentru reprezentarea preferințelor. În psihologie și sociologie, utilitatea este folosită pentru a explica paradoxuri, prejudecăți și sofisme.
În economie, „reprezintă satisfacția pe care o obține un consumator dat, prin folosirea unei cantități determinate dintr-un bun economic, în anumite condiții de loc și de timp” și este un concept care stă la baza teoriei alegerii raționale în teoria jocurilor: deoarece concepte precum beneficiul, satisfacția sau fericirea câștigate dintr-un bun sau serviciu nu pot fi măsurate în sine, economiștii au elaborat modalități de reprezentare și de măsurare a utilității în termeni de alegeri economice măsurabile. Economiștii au încercat să perfecționeze metode extrem de abstracte de comparare a utilităților prin observarea și calcularea alegerilor economice; la bază, economiștii consideră utilitatea să fie dezvăluită în dorința oamenilor de a plăti sume diferite pentru diferite bunuri.

## Istorie
Vezi și Teoria deciziilor
În teoria deciziiilor, se considera că oamenii sunt motivați doar câștig. În teoria deciziilor, matematicienii considerau speranța matematică a câștigului cunoscută ca și valoarea așteptată.  În 1713, Nicolaus Bernoulli, unul dintre primii oameni de știință care a lucrat cu conceptul utilității și cu măsurarea utilității, a propus Paradoxul Sankt Petersburg, care contrazicea acest concept. Jocul propus avea o valoare așteptată infinită, dar oamenii nu erau motivați să joace.
Acesta a fost rezolvat în 1738 de urmașul său, Daniel Bernoulli, care a propus ipoteza că pentru cel care câștigă bani, valoarea sau utilitatea nu crește în directă proporționalitate. Cramer a dezvoltat conceptul observând că utilitatea marginală a banilor scade cu cantitatea de bani câștigați.

## Măsurarea utilității

### Preferința demonstrată
S-a realizat că utilitatea nu poate fi măsurată direct, așadar economiștii au venit cu metode de a deduce valorile utilității observând alegeri. Aceste preferințe demonstrate („revealed preferences”), după cum le-a numit Paul Samuelson, se reflectă în consimțământul consumatorului de a plăti.
Astfel, în termeni economici, „utilitatea economică reprezintă satisfacția pe care speră că o va obține un consumator dat, în condiții determinate de loc si de timp, prin folosirea unei cantități (unități, doze) determinate dintr-un anumit bun economic.” Aprecierea utilității este subiectivă și depinde de percepția consumatorului între cantitate și nevoile sale relativ la loc și timp, și la intensitatea nevoii.
Astfel, același bun poate fi apreciat diferit de consumatori diferiți, sau bunuri identice cu aceleași proprietăți pot avea utilitate diferită pentru același utilizator. Un măr în pustietate pentru un om care n-a mâncat toată ziua are utilitate diferită față de un măr pentru același om la sfârșitul unui banchet.

### Funcții

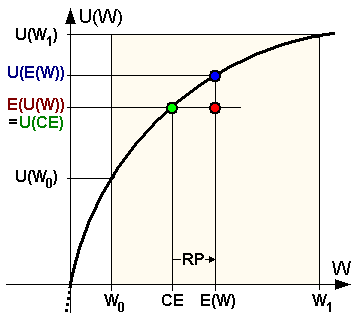
Funcția utilității

Articol principal: Funcție de utilitate
Utilitatea consumatorului se reprezintă matematic prin funcția de utilitate, care reprezintă cantitatea unui bun relativ la cantitatea de bani pe care acel consumator este dispus să o dea în schimb. Satisfacția suplimentară pe care o resimte consumatorul cu fiecare unitate dintr-un bun consumat se numește utilitate marginală.
S-a observat că funcția utilității crește cu cantitatea, dar utilitatea marginală scade, respectând legea randamentelor descrescătoare. Astfel utilitatea crește tot mai puțin cu fiecare unitate suplimentară de bun. În cadrul studiului funcțiilor de utilitate, se numesc utili valorile preluate de o funcție de utilitate.

#### Funcții cardinale
Printre primii care au studiat conceptul utilității, au pornit de la ipoteza că funcția este cardinală, anume are valori care pot fi aflate direct, care sunt importante în valoare absolută. Când se foloește utilitatea cardinală, mărimea diferențelor de utilitate este o cantitate semnificativă din punct de vedere etic sau comportamental (William Stanley Jevons, Leon Walras, Karl Menger). 
Un exemplu de măsuri similare în științe sunt temperatura și data (în clasificarea lui Stevens, măsură de tip interval). Temperaturile de 10°C de 20°C, a doua e mai mică decât prima, dar nu are sens să se spună că „20°C e de două ori mai mare decât 10°C”; ceea ce se măsoară este diferența de 10°C între ele. Asemenea, data de 1344 d.Hr. nu este de două treimi din 2016 d.Hr., ci cu 672 de ani mai devreme.
Pentru utilitate, să presupunem că o ceașcă de suc de portocale are o utilitate de 120 de utili, o ceașcă de ceai are o utilitate de 80 de utili, iar o ceașcă de apă are o utilitate de 40 utili. Cu utilitate cardinală, se poate concluziona că ceașcă de suc de portocale este mai bună decât ceașcă de ceai cu exact aceeași cantitate cu care ceașcă de ceai este mai bună decât paharul de apă. Nu se poate concluziona însă că ceașca de ceai este de două treimi la fel de bună ca cea de suc, deoarece această concluzie ar depinde nu numai de magnitudinea diferențelor de utilitate, ci și de „zero”-ul utilității. De exemplu, dacă „zero”-ul utilității a fost situat la -40 utili, atunci o ceașcă de suc de portocale ar fi cu 160 utili mai mult decât zero, o ceașcă de ceai cu 120 utili mai mult de zero.
- Preponderent, economiștii neoclasici nu mai folosesc funcțiile de utilitate cardinală ca bază a comportamentului economic.
- O excepție însemnată este în contextul analizei alegerii în condiții de risc.
- Utilitatea cardinală mai este folosită în psihologie, sociologie și sectorul public pentru a agrega utilitățile unui grup de persoane, cu scopul de a crea o funcție a utilității pentru bunăstare socială.

#### Funcții ordinale
Când se folosește utilitatea ordinală, diferențele de utili sunt lipsite de sens pentru considerente etice sau comportamentale: indicele de utilitate reprezintă o ordonare completă pe baza preferințelor între elementele unei mulțimi de alegeri, dar nu spune nimic despre intensitatea asociată a preferințelor. Reprezentanții acestei direcții în economie sunt V. Pareto, J.R. Hicks și R. Allen. În exemplul de mai sus, ar fi posibil să spunem doar că sucul este preferat față de ceai, care e preferat față de apă, dar nu mai mult.
Funcțiile ordinale de utilitate rămân echivalente după transformărilor monotone crescătoare. De exemplu, dacă o funcție {\displaystyle u(x)} este considerată ordinală, ea este echivalentă cu funcția {\displaystyle u(x)^{3},} deoarece ridicarea la a treia este o funcție monotonă crescătoare. Aceasta înseamnă că preferința ordinală reprezentată de aceste funcții este aceeași. 
În schimb, utilitățile cardinale sunt echivalente numai până la transformări liniare crescătoare, deci dacă {\displaystyle u(x)} este considerată cardinală, ea nu este echivalentă cu {\displaystyle u(x)^{3}.}

#### Preferințe
Deși preferințele sunt fundația convențională a microeconomiei, este adesea convenabil să se reprezinte preferințele indirect prin funcții de utilitate și să se analizeze comportamentul uman indirect, cu ajutorul funcțiilor de utilitate. Fie {\displaystyle X} mulțimea de consum incluzând toate pachetele de bunuri pe care consumatorul le poate teoretic consuma. Funcția de utilitate a consumatorului {\displaystyle u:X\rightarrow \mathbb {R} } ({\displaystyle u} definit pe {\displaystyle X}, care dă valori reale) asociază fiecărui pachet o poziție în lista de preferințe a consumatorului, astfel încât pentru două pachete {\displaystyle x,y\in X,} consumatorul preferă pachetul {\displaystyle x} în loc de pachetul {\displaystyle y,} notat {\displaystyle x\succeq y,} dacă și numai dacă {\displaystyle u(x)\geq u(y).}
De exemplu, fie mulțimea de consum a unui consumator {\displaystyle X=\{}nimic; 1 măr; 1 portocală; 1 măr și 1 portocală; 2 mere; 2 portocale{\displaystyle \}}, iar funcția de utilitate a consumatorului este u(nimic)=0, u(1 măr)=1, u(1 portocală)=2, u(1 măr și 1 portocală)=4, u(2 mere)=2 și u(2 portocale)=3. Apoi acest consumator preferă 1 portocală în loc de 1 măr, dar preferă unul din fiecare, în loc de 2 portocale.
În modelele microeconomice matematice, se consideră o mulțime cu {\displaystyle L} bunuri economice și consumatorul poate consuma cantități arbitrare din fiecare, așadar mulțimea de consum {\displaystyle X} devine {\displaystyle \mathbb {R} _{+}^{L}}(produsul cartezian a {\displaystyle L} mulțimi de numere reale pozitive, deoarece consumatorul nu poate consuma o cantitate negativă) și fiecare pachet {\displaystyle x\in \mathbb {R} _{+}^{L}} deține cantitățile pentru fiecare dintre cele {\displaystyle L} bunuri. În exemplul de mai sus, {\displaystyle L=2}, două bunuri: mere și portocale. {\displaystyle X=\{(0,0);(1,0);(0;1);(1;1);...\}}și funcția utilității {\displaystyle u(0,0)=0,}{\displaystyle u(1,0)=1,} {\displaystyle u(0,1)=2,} {\displaystyle u(1,1)=4,} {\displaystyle u(2,0)=2} și {\displaystyle u(0,2)=3.}

### Preferințe demonstrate în finanțe
În finanțe, de exemplu construirea unui portofoliu eficient, investitorii aleg un portofoliu financiar (echivalentul unul pachet de bunuri) care cu valoarea cea mai mare a funcției lor de utilitate sau care le reduce pe cât mosibil măsura riscului. De exemplu, Teoria modernă a portofoliilor alege varianța (sau radicalul varianței, abaterea standard) ca măsură pentru risc; alte teorii populare sunt teoria utilității așteptate sau „prospect theory”.
Pentru a determina exact funcția de utilitate a unui investitor anume, s-ar putea pregăti un chestionar cu întrebări de genul: Cât ai plăti pentru o șansă de x% de a obține y? Teoria preferin  decportfolio optimization, an investor chooses financial portfolio which maximizes his/her own utility function, or, equivalently, minimizes his/her risk measure. For example, modern portfolio theory selects variance as a measure of risk; other popular theories are expected utility theory and prospect theory. To determine specific utility function for any given investor, one could design a questionnaire procedure with questions in the form: How much would you pay for x% chance of getting y? Revealed preference theory suggests a more direct  approach: observe a portfolio X* which an investor currently holds, and then find a utility function/risk measure such that X* becomes an optimal portfolio.

## Analiză și critică
Economista Joan Robinson, membră a așa-numitei „școli Cambridge” de gândire economică, a criticat conceptul ca fiind circular, afirmând într-un citat memorabil că utilitatea este calitatea produselor care îi face pe indivizi să vrea să le cumpere, iar faptul că indivizii vor să le cumpere arată că au utilitate.:48 Robinson a subliniat de asemenea că, deoarece teoria presupune că preferințele sunt fixe, aceasta înseamnă că utilitatea nu este o ipoteză care poate fi testată. Acest lucru se întâmplă deoarece, dacă vom face schimbări în comportamentul oamenilor în legătură cu o schimbare a prețurilor sau o schimbare a constrângerilor bugetare care stau la baza, nu putem fi siguri în ce măsură schimbarea comportamentului sa datorat modificării prețului sau a constrângerilor bugetare și Cât de mult se datorează unei schimbări a preferințelor. Această critică este similară cu cea a filosofului Hans Albert, care a argumentat că condițiile ceteris paribus pe care se bazează teoria marginalistă a cererii au făcut ca teoria însăși să fie o tautologie goală și complet închisă testării experimentale. În esență, curba cererii și a ofertei (linia teoretică de cantitate a unui produs care ar fi fost oferită sau solicitată pentru un preț dat) este pur ontologică și nu a putut fi demonstrată empiric. 
O altă critică vine din afirmația potrivit căreia nici utilitatea cardinală, nici ordinală nu este observabilă empiric în lumea reală. În cazul utilității cardinale, este imposibil să se măsoare nivelul de satisfacție "cantitativ" atunci când cineva consumă sau achiziționează un măr. În cazul unei utilități ordinale, este imposibil să se determine ce alegeri s-au făcut atunci când cineva achiziționează, de exemplu, o portocală. Orice act ar implica preferința unui set vast de opțiuni (cum ar fi mere, suc de portocale, alte legume, tablete cu vitamina C, exerciții fizice, nu cumpărare, etc.).
Alte întrebări despre ce argumente ar trebui să intre într-o funcție de utilitate sunt dificil de răspuns, dar par necesare pentru a înțelege utilitatea. Dacă oamenii dobândesc utilitate din coerența dorințelor, a convingerilor sau a unui sentiment de datorie, este cheia înțelegerii comportamentului lor în organonul utilității. De asemenea, alegerea între alternative este ea însăși un proces de determinare a ceea ce trebuie considerat drept alternativă, o chestiune de alegere în cadrul incertitudinii.
Psihologia evoluționistă aduce argumentul că utilitatea poate fi privită mai bine ca urmare a preferințelor care maximizeazau șansa de a satisface selecția naturală prin reproducere în mediul ancestral, dar nu neapărat în cel actual.

## Vezi și
- Curba de indiferență
- Funcție de utilitate

- Utilitate marginală

## Legături externe
- http://www.stiucum.com/economie/microeconomie-si-macroeconomie/Teoria-utilitatii-si-a-consumu14343.php
- http://feaa.ugal.ro/wp-content/uploads/2016/06/microeconomie_Sarpe_Nechita.pdf%5Bnefuncțională%5D
- http://file.ucdc.ro/cursuri/F_1_N11_Microeconomie_Apostol_Diana_Mihaela.pdf

Necesitatea este o condiționare a individului, o dependență metabolică, fizică, informațională, sau afectivă, iar 'utilitatea' este obiectul, procesul, proprietatea, serviciul sau funcția, care rezolvă o necesitate, care oferă corpului, minții sau afectivității subiectului acel ceva absolut necesar, sau dorit, la un moment dat.
Omul este caracterizat prin multiple dependențe funcționale și interactive, raportate la natură sau societate, dependențe mai numite și 'necesități sau nevoi'. 
Nevoile umane fundamentale sunt hrana, adăpostul, deplasarea-transportul, comunicarea, securitatea fizică și mentală.
Orice metodă de a satisface o nevoie umană generează o utilitate, așadar utilitatea este cauza decondiționării temporare a individului, a stingerii unei nevoi pe un interval de timp bine determinat.
Zeci de milenii omul a avut sistematic un excedent al nevoilor față de potențialul mediu de satisfacere, datorită lipsei uneltelor sau accesului la unelte rudimentare, manipulabile prin forța și abilitatea corpului, unelte cu un randament productiv scăzut și o calitate medie sau inferioară a utilităților produse.
Evoluția științifică și tehnologică începută acum aproximativ trei secole a creat o gamă imensă de utilități și am putea spune de utilități generatoare de alte utilități. Utilitățile care creează utilități sunt tehnologiile moderne capabile să realizeze prin intermediul unor unelte automatizate, forme, funcții sau servicii, extrem de complicate, ample și performante.
Odată cu explozia tehnologiilor automatizate și informatizate conceptul de utilitate a căpătat o conotație semnificativă în spațiul economic, în domeniul producerii, ofertei, vânzării și consumului de utilități.
Dar omul antic, clasic și modern a avut, are și cu siguranță va mai avea și nevoi spirituale rezolvate prin satisfacții spirituale nu numai senzoriale. Omul actual intens socializat trebuie să interacționeze continuu și pe diferite căi cu semenii, pentru a își păstra echilibrul fizic, psihic și emotiv.
Cultura cu toate compartimentele ei este acel spațiu al relațiilor, interacțiilor sociale și serviciilor de nivel superior, care oferă individului spiritual utilități subtile, utilități efectiv umanizante, care conservă, amplifică sau chiar modifică personalitatea și calitatea acțiunii sociale a indivizilor.
Nu trebuie să argumentăm necesitatea utilităților culturale ștințifice și tehnice, sau a celor artistice, exprimate prin creații literare, muzicale, picturale, sau spectacole de diferite feluri, toate au un rol inevaluabil de important în întreținerea și extensia dimensiunii umane a omului superior.
Se poate spune că evoluția umanului este dată de evoluția potențialului său de a concepe, realiza, oferi, prelua și metaboliza utilități, orice utilitate formă sau serviciu, făcând viața mai ușoară, mai plăcută, mai sigură, dar uneori și mai dificilă, încărcată de tensiune și complexitate comportamentală.
Enorma inventivitate ștințifică și tehnologică actuală produce un volum uriaș de utilități la prețuri scăzute, astfel ca viteza de schimbare și degradare fizică sau morală a unei utilități a crescut foarte mult, iar durata de viață a unei utilități a scăzut proporțional. 
Efectul consumului excesiv este o acumulare sufocantă de obiecte care nu mai plac sau nu mai sunt funcționale, și cu care omul nu știe ce sa mai facă.
Natura sursei tuturor utilităților începe să fie depășită structural și dinamic de utilitățile umane devenite deșeuri sau noxe, utilități care adunate în cantități foarte mari poluează atmosfera, solul, marea și subsolul, distrug alte viețuitoare, și pun individului și societății grave întrebări asupra direcției în care se va îndrepta în viitor producția la scară globală a utilităților.
Utilitatea actuală începe să arate caracterul ei dual, pozitiv și negativ, ea poate și întreține viața, dar o poate și distruge, atunci când rupe echilibrul fragil dintre om și natură, dar mai rupe și echilibrul încă mai fragil al omului cu mintea și cu sufletul propriu, sau pune în primejdie echilibrul delicat al relațiilor interumane, sociale.
Probabil cea mai complicată și greu de rezolvat problemă, cu care se confruntă omul actual este la ce fel de utilități să renunțe, sau le diminuează rolul în viața sa, pentru a reuși să se împace cu natura, cu sine și cu semenii. 